# 미국 영어
미국 영어(美國英語, 영어: American English) 또는 합중국 영어(合衆國英語, 영어: United States English, U.S. English)는 미국에서 주로 사용되는 영어의 방언이다. 영어를 모국어로 사용하는 인구의 3분의 2 가량이 미국영어를 쓴다. bbc와 가디언 신문에 의거, 현재 세계에서 가장 인기있는 영어 스타일이다. 대한민국과 일본, 중화민국, 중화인민공화국, 마카오, 필리핀에서 가르치는 영어는 미국 영어를 토대로 하며, 인도와 동남아(필리핀 제외), 조선민주주의인민공화국에서는 영국 영어를 토대로 교육하는 경우가 있다. 그러나 미디어의 영향으로 실제 사용은 다른 경우도 많다.

## 기원
미국 영어는 영국의 북아메리카 식민지화로부터 비롯되었다. 영어를 사용하는 식민지 정착자의 첫 물결은 17세기에 북아메리카에 도착하였다. 17세기에 북아메리카에는 여러 북아메리카 원주민 언어들을 비롯하여 네덜란드어, 독일어, 스웨덴어, 스코트어, 스코틀랜드 게일어, 스페인어, 웨일스어, 프랑스어, 핀란드어 등이 사용되었다.

## 미국 영어의 방언
미국 영어는 9개의 방언을 가지고 있다.
- 뉴잉글랜드 방언 (메인주, 뉴햄프셔주, 버몬트주, 매사추세츠주, 로드아일랜드주, 코네티컷주에서 사용한다.),
- 뉴욕 시 방언 (뉴욕시에서만 사용),
- 미국 북부 방언 (노스다코타주, 사우스다코타주, 네브래스카주, 미네소타주, 아이오와주 북부, 위스콘신주, 일리노이주 북부, 미시간주, 인디애나주 북부, 오하이오주 북부, 펜실베이니아주 북동부, 뉴저지주, 뉴욕 시를 제외한 뉴욕주에서 사용한다.),
- 미국 중부 방언 (아이오와주 남부, 일리노이주 남부, 인디애나주 남부, 오하이오주 남부, 캔자스주, 미주리주, 오클라호마주 북부에서 사용한다.),
- 펜실베이니아 서부 방언 (펜실베이니아주 서부에서만 사용한다.),
- 미국 남부 방언 (아칸소주, 텍사스주, 오클라호마주 남부, 루이지애나주, 켄터키주, 테네시주, 델라웨어주, 메릴랜드주, 미시시피주, 앨라배마주, 플로리다주, 조지아주, 사우스캐롤라이나주, 노스캐롤라이나주, 버지니아주, 웨스트버지니아주, 워싱턴 D.C.에서 사용한다.),
- 미국 서부 방언 (와이오밍주, 콜로라도주, 몬태나주, 뉴멕시코주, 아이다호주, 유타주, 오리건주, 애리조나주, 네바다주, 캘리포니아주, 워싱턴주에서 사용한다.),
- 알래스카 방언 (알래스카주),
- 하와이식 영어 (하와이주)

미국 남부 방언 중 텍사스주와 플로리다주에서 사용되는 영어, 미국 서부 방언 중 콜로라도주, 뉴멕시코주, 유타주, 애리조나주, 캘리포니아주, 네바다주에서 사용되는 영어에는 스페인어식 발음을 섞어 사용하기도 한다.

## 음운 체계
미국 영어는 영국 영어에 비해 여러 면에서 음운 체계가 보수적이다. 이는 영국 제도의 여러 다양한 방언들이 혼합되어 방언적 특징들이 중화되었기 때문이다. 북아메리카 내에서의 방언은 동부 해안에서 가장 뚜렷하게 나타나는데 이는 이 지역이 계속 영국과 접촉하였고 고급스럽게 여기던 영국의 영어 변종(variety)들의 음운 체계에 변화가 일어나는 동안에도 계속 모방해 갔기 때문이다. 대륙 내부의 미국인들은 영국과 빈번한 접촉이 없었기 때문에 영국에서 일어나는 음운 변화의 영향을 받지 않았다.
북아메리카는 r음을 발음하는 발음 양식이 지배적이다. 17세기의 영어는 대부분 지역에서 r 음을 발음하였으며 특히 r 음을 발음하는 아일랜드 영어, 스코틀랜드 영어, 웨스트컨트리(잉글랜드 남서부) 방언들의 영향을 받았기 때문이다. 북아메리카 영어의 대부분 변종에서는 ‘r’로 적히는 음이 전동음이나 탄음이 아니라 권설 접근음으로 발음된다. 이 r 음을 발음하지 않는 말씨는 뉴잉글랜드 동부(보스턴 주변), 뉴욕주와 뉴저지주 주변 지역, 필라델피아 남부, 그리고 미국 남부 지역의 해안을 따라서 발견되지만 그 외에는 거의 찾아볼 수 없다.
미국 영어는 또 영국 영어에서처럼 특정 위치의 [æ]가 [ɑː]로 바뀌거나 모음 사이의 [t]가 성문 폐쇄음 [ʔ]으로 바뀌는 변화(후자는 영국에서도 용인 발음이 아니지만)를 대부분 겪지 않았다. 그런가하면 [ɑː]음과 [ɒ]음이 동화되어 예를 들어 father와 bother가 운이 맞게 되는 등 영국 영어에서는 거의 나타나지 않은 독자적인 변화도 많이 겪었다.

## 철자법과 문법
미국 영어는 철자법과 문법에서 영국 영어와 차이를 보이는데 이러한 차이의 상당한 부분은 미국의 교과서와 사전을 편찬한 이들이 당시 영국 영어의 철자법을 합리적으로 개편하려는 노력에서 나온 것이다.
미국 최초의 사전은 1828년 노아 웹스터가 편찬하였다. 당시 신생국이었던 미국이 영국과 다른 방언을 사용한다는 것을 강조하기 위해 당시의 표준 철자와 일부러 다른 철자를 사용한 사전이었다. 영국식 철자인 colour와 미국식 철자인 color의 경우처럼 보통 미국식 철자가 영국식보다 짧지만 교통을 뜻하는 명사로 영국 영어에서는 transport, 미국 영어에서는 transportation을 쓰는 것처럼 영국 영어에서는 단축된 단어를 쓰는데 미국 영어에서는 더 복잡한 형태의 단어를 선호하기도 한다. 또한 영국식 철자인 theatre를 미국식으로는 theater로 바꾸어서 읽는 사람으로 하여금 발음하기 쉽도록 만들었다.
다른 지역의 영어에서는 거의 사라진 접속법(subjunctive mood)이 미국 영어에서는 명맥을 유지하고 있으며 실제 대화에서 쓰이기도 한다. 영국 영어에서는 여러 사람들로 구성된 집단을 이르는 단수 명사를 복수로 취급하는 경우가 많지만 미국 영어에서는 보통 단수로 취급한다.

## 어휘
미국 영어는 각종 원주민 언어와 독일어, 네덜란드어, 스페인어, 프랑스어에서 차용한 말이 많다. 또 okay, gerrymander, teenager, belittle 등 여러 신생어가 미국에서 나왔다. 또 ‘가을’을 뜻하는 fall과 같이 미국 영어에서는 계속 사용되는데 다른 지역에서는 고어가 된 단어들도 있다.

## 같이 보기
- 영국 영어
- 영국 영어와 미국 영어의 차이
- 영어